# Veciana
Veciana  es un municipio y localidad española de la provincia de Barcelona, en la comunidad autónoma de Cataluña. El término municipal, ubicado en la comarca de Noya, tiene una población de 172 habitantes (INE 2024).

## Geografía
Integrado en la comarca del Noya, en el noroeste de esta, se sitúa a 84 km de la capital catalana. El término municipal está atravesado por la autovía del Nordeste A-2 en el pK 540, además de por la antigua carretera N-II y por la carretera autonómica C-1412a que permite la comunicación entre Prats del Rey y Jorba. 
El relieve del municipio es irregular por los numerosos torrentes y rieras con los que cuenta, además del río Noya, que se forma como tal en las cercanías por la unión de distintas rieras. La altitud oscila entre los 766 m en un páramo cercano a Segur, al noroeste, y los 470 m a orillas del río Noya. La capital municipal se alza a 555 m sobre el nivel del mar.
| Noroeste: Pujalt                         | Norte: Prats del Rey | Noreste: Prats del Rey |
| Oeste: San Guim de Freixanet (Lérida)    |                      | Este: Rubió            |
| Suroeste: San Guim de Freixanet (Lérida) | Sur: Copóns          | Sureste: Copóns        |

El exclave de Santa María del Camí limita al norte con Copóns, al este con Jorba, al sur con Argensola y al oeste con San Guim de Freixanet.
El término municipal, de 38,89 km², tiene la población diseminada en seis núcleos habitados, así como en multitud de masías: 
- Veciana es la sede del ayuntamiento y está situado en el centro del municipio.
- Montfalcó Gros nació al abrigo de su castillo, del que actualmente quedan pocos restos de una de las torres cilíndricas.
- Sant Pere del Vim, enclavado junto a la carretera C-1412a, está formado por unas pocas casas y una iglesia románica del siglo XI.
- Segur ofrece gracias a sus 760 m de altitud  unas fantásticas vistas panorámicas de la meseta Calafat.
- Santa María del Camí, situado en un exclave junto a la antigua carretera N-II, aún conserva elementos de su esplendoroso pasado.
- La Rubiol se encuentra en el extremo del municipio, junto al término de San Guim de Freixanet y creció al abrigo de la casa de la familia Riera.

## Demografía
Veciana cuenta con una población de 172 habitantes (INE 2024).
| Gráfica de evolución demográfica de Veciana entre 1842 y 2021 |
| |
| Población de derecho según los censos de población del INE. Población de hecho según los censos de población del INE.En este censo se denominaba Vesiana: 1842. Entre el censo de 1857 y el anterior, crece el término del municipio porque incorpora a Durbon y Valsareni, Montfalcó, Santa María del Camí y Segur. |

| 1900 | 1930 | 1950 | 1970 | 1981 | 1986 |
| ---- | ---- | ---- | ---- | ---- | ---- |
| 284  | 518  | 501  | 306  | 211  | 192  |

## Economía
Agricultura, ganadería y minería.

## Patrimonio
- Iglesia de Santa María de Veciana, de estilo románico.
- Iglesia de Santa María del Camino, con capilla de origen románico.
- Ruinas del castillo de Segur.
- Restos del castillo de Veciana.
- Capilla de San Pedro Desvim, de origen medieval.